# Piers Gaveston
Piers Gaveston (ca. 1284 - nabij Warwick, 19 juni 1312) was een Engelse edelman afkomstig uit Gascogne die uitgroeide tot de favoriet van koning Eduard II van Engeland.

## Biografie

### Vroege leven
De vader van Piers Gaveston, Arnaud de Gabaston, was een ridder in de dienst van Gaston VII van Béarn en door zijn huwelijk met Claramonde de Marsan werd hij door haar bezittingen een vazal van de koning van Engeland. Piers Gaveston diende onder koning Eduard I van Engeland in diens militaire campagnes in Vlaanderen in 1297 en in Schotland in 1300. Vanwege zijn bewezen diensten verkreeg Gaveston een plek aan het koninklijke hof waar hij als model moest dienen voor kroonprins Eduard. Door de kroniekschrijver Geoffrey le Baker werd Gaveston omschreven als "sierlijk en behendig van lichaam, scherpzinnig, goed gemanierd (...) en was hij goed thuis in militaire zaken".
Hij verkreeg een innige band met kroonprins Eduard, maar de exacte aard van deze band is een onderwerp voor discussie onder historici. Gaveston verbleef altijd in de nabijheid van de prins wat tot de nodige afgunst binnen het hof leidde. In 1305 werd Gaveston voor het eerst verbannen van het hof door Eduard I. Aanleiding hiervoor was een dispuut dat prins Eduard van Caernarvon, die ook verbannen werd, had met schatbewaarder Walter Langton. Een jaar later mocht Gaveston alweer terugkeren en werd hij geridderd vlak voor de invasie van Eduard I in Schotland. Gaveston deserteerde echter samen met eenentwintig andere ridders om overzees aan toernooien deel te nemen. Hoewel zijn arrestatie was bevolen, werd hij begin 1307 door Eduard I begenadigd. De koning ergerde zich echter steeds meer aan de nauwe relatie tussen zijn zoon en Gaveston. Toen de prins in een persoonlijk gesprek voorstelde om zijn favoriet graaf van Ponthieu te maken, ontstak de vorst in woede en greep zijn zoon zo stevig bij het hoofd dat een pluk haar werd uitgerukt. Kort daarop werd Gaveston voor de tweede keer verbannen. Volgens de kroniek van de Annales Paulini was dat "omdat de koning bemerkte dat zijn zoon, de prins van Wales, een bovenmatige liefde had opgevat voor een zekere krijgsman uit Gascogne".

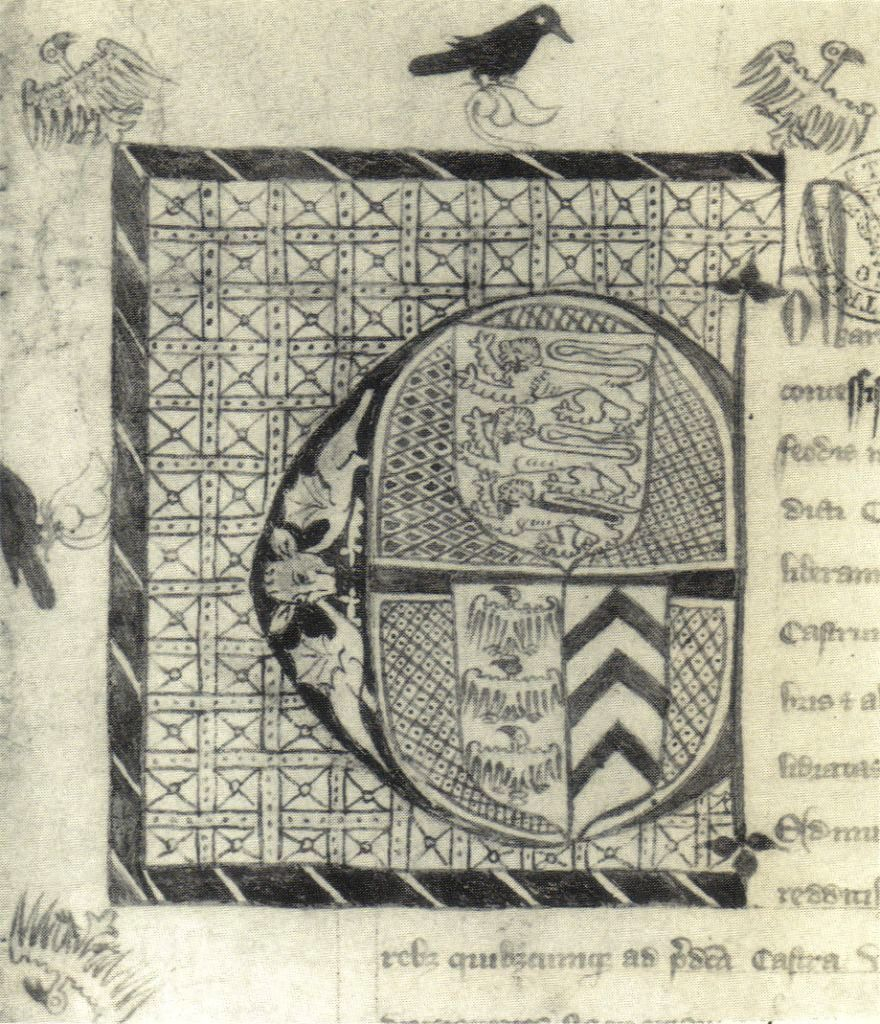
Initiaal van het charter waarbij Gaveston het graafschap Cornwall werd gegeven.

### Graaf van Cornwall
Eduard I beval op zijn sterfbed dat Gaveston nooit meer naar zijn landen mocht terugkeren. Na de dood van Eduard I echter was een van de eerste daden van Eduard II het terugroepen van zijn vriend Gaveston en hij schonk hem in augustus 1307 de titel Graaf van Cornwall. Ook huwelijkte hij hem uit aan Margaret de Clare, een dochter van Eduard II's zus Johanna van Akko. Zijn nieuwe titel en landen verschaften Gaveston een jaarlijks inkomen van 4.000 pond. Met deze functie kreeg Gaveston er vele vijanden bij, waaronder koningin-douairière Margaretha van Frankrijk. Zij had gehoopt dat de titel aan een van haar zoons werd geschonken want die werd normaal gereserveerd voor prinsen. De hoge Engelse adel werd opnieuw gepasseerd door Eduard II toen hij in 1308 naar Boulogne in Frankrijk vertrok voor zijn leenhulde aan de Franse koning Filips IV en zijn huwelijk met diens dochter. In zijn afwezigheid benoemde hij Piers Gaveston tot zijn regent (custos regni) en gaf hem hierdoor grote macht. Hij schonk veel huwelijksgeschenken, waaronder juwelen van Isabella, aan Gaveston — hoewel ook gesuggereerd is dat die de opgestuurde zaken slechts in zijn hoedanigheid van regent in ontvangst nam.
Bij de kroning van Eduard II vervulde Gaveston een eervolle functie door het dragen van St. Edward's Crown. Daarbij zat Eduard tijdens het banket niet naast Isabella maar naast Gaveston. De rol die Gaveston verkregen had in en rondom de kroning van Eduard was een enorme inbreuk op het Engelse hofprotocol. In de rij van earls liep hij als laatste, direct voor de koning, en droeg koninklijk purper in plaats van goudbrokaat zoals de rest van de gasten. Wat de hoge adel echter het meest stoorde was dat het nodig bleek ieder contact met de koning via Gaveston te laten lopen. Die kon zo het hele bestuursproces beheersen zodat liederen spotten dat er "twee koningen in één koninkrijk zijn: de één in naam, de andere echt". In april 1308 was er een bijeenkomst van het Engelse parlement en hierbij eisten de edelen onder meer dat Gaveston werd afgezet als graaf en verbannen werd uit het koninkrijk. De aartsbisschop van Canterbury, Robert Winchelsey, excommuniceerde Gaveston zelfs bij voorbaat voor het geval dat die ooit uit zijn ballingschap zou terugkeren. In plaats van hem helemaal weg te sturen benoemde de koning Gaveston tot King's Lieutenant of Ireland en deed hem zelfs in Bristol uitgeleide.

### Ierland en de ordinanties
Het bewind van Piers Gaveston in Ierland was vooral een van militaire aard. Hij wist diverse rebellen te verslaan en te doden en ook versterkte hij verschillende plaatsen zoals Newcastle. Ook pacificeerde hij het land rondom de Wicklow Mountains. Het verblijf van Gaveston in Ierland was echter van korte duur. Direct na zijn vertrek was Eduard II begonnen diens terugkeer naar Engeland voor te bereiden door een charmeoffensief richting zijn edelen om hun vertrouwen weer te winnen. Met diverse maatregelen, door schenkingen van geld en land, wist hij hen zover te krijgen en in augustus 1309 kon Piers Gaveston terugkeren naar Engeland. Ook kreeg hij zijn graafschap weer terug. Paus Clemens V hief de excommunicatie op.
Direct na zijn terugkeer wist Gaveston zich weer even gehaat te maken als voorheen door de Engelse edelen met beledigende bijnamen te bespotten. Zijn macht over de koning bleek onverminderd groot. Dit riep grote weerstand op. In 1310 werd Eduard II gedwongen om in speciale ordinanties eenentwintig "Lord Ordainers" aan te stellen, een groep graven, baronnen en bisschoppen die zijn handelen konden controleren. Gaveston werd met name genoemd als persoon om speciaal in de gaten te houden. De koning hoopte Gaveston populairder te maken door hem een campagne tegen Schotland te laten uitvoeren maar die mislukte grotendeels. Het jaar daarop werd Gaveston door de Engelse edelen gedwongen om opnieuw in ballingschap te gaan, in principe voorgoed. Gaveston werd door hen beschuldigd Engeland zonder goedkeuring van de adel de oorlog met Schotland in te hebben geleid.

### Laatste jaren
Het is onduidelijk waar Gaveston verbleef toen hij in ballingschap leefde. Vaak wordt gedacht dat dit Vlaanderen moet zijn geweest maar de Engelse edelen zelf meenden dat hij nog ergens in Engeland rondtrok en beklaagden zich erover dat hij niet werd opgepakt. Ze dwongen de koning een bevel te doen uitgaan om Gaveston aan te houden en volgens de ordinanties te bestraffen. In ieder geval was de ballingschap opnieuw van korte duur. Een reeks nieuwe ordinanties werd afgekondigd waarin getracht werd de koninklijke hofhouding te zuiveren van trawanten van Gaveston, maar deze actie schoot Eduard II in het verkeerde keelgat waarop hij Gaveston terugriep. In januari 1312 keerde die dan ook terug naar Engeland.
Door zijn terugkeer kwamen de Engelse edelen in beweging en brachten ze troepen bijeen om te vechten tegen de koning en zijn favoriet. Die zagen zich gedwongen zich over zee terug te trekken van Newcastle naar Scarborough waarna de koning met een deel van hun strijdmacht verder trok. Na een kort beleg op Scarborough Castle gaf Piers Gaveston zich op 19 mei 1312 over aan Aymer de Valence, de Earl van Pembroke, op voorwaarde dat zijn leven gespaard zou blijven en men zijn zaak aan het Engelse parlement zou voorleggen. Mocht er dan geen overeenstemming bereikt kunnen worden met de koning, zou Gaveston naar Scarborough Castle mogen terugkeren, welk kasteel in de tussentijd dan niet versterkt mocht worden. Pembroke bezwoer Gavestons veiligheid en dat zijn landen aan de kroon zouden vervallen als hij die eed brak. Pembroke liet, even zijn vrouw bezoekend, Gaveston tijdens hun reis naar zijn kasteel in Wallingford in het zuiden onder bewaking achter in de pastorie van Deddington. Toen Guy de Beauchamp, de Earl van Warwick, dit hoorde reed hij uit met een overmacht aan wapenknechten en nam hij op zijn beurt op 10 juni Gaveston gevangen. Warwick omsingelde de pastorie in de nacht, uitroepend "Verrader, sta op en kom naar beneden. Je bent erbij!". Gaveston begreep dat verder verzet nutteloos was en liet zich gevankelijk meevoeren. Op zijn persoon werd een grote robijn aangetroffen, in goud gezet, ter waarde van duizend pond. Warwick zette Gaveston vast in Warwick Castle. Verschillende hoge edelen, waaronder Thomas van Lancaster en Humphrey de Bohun, werden opgeroepen. Gaveston werd door dezen schuldig geacht aan het schenden van de ordinanties door als balling terug te keren, wat een halsmisdrijf was. Ze bepaalden dat hij ter dood gebracht moest worden. Ze besloten na veel discussie hem niet als een dief te hangen maar met het zwaard om te brengen, zoals een edelman toekwam. Een formeel proces kreeg hij dus niet en daarom werd de gang van zaken door de koning beschouwd als een gewone moord, mede omdat die de ordinanties herroepen had. Pembroke smeekte hem geen eedbreker te maken doch kreeg te horen dat hij maar wat verstandiger had moeten onderhandelen. Op enkele mijlen van Warwick, op Blaclow Hill, werd Gaveston op 19 juni onthoofd. Twee Welshmen namen hem de heuvel op; een doorstak hem met een zwaard en de tweede sloeg hem daarop het hoofd af.

## Nalatenschap
Omdat Gaveston opnieuw geëxcommuniceerd was in 1311 kon zijn lijk niet in gewijde grond begraven worden. Eerst liet men het op de plaats van executie liggen alsof het een gewoon misdadiger betrof. Vier schoenmakers droegen het daarop naar Warwick maar die beval de resten buiten zijn land te deponeren. Tweeënhalf jaar lang werd het stoffelijk overschot in een huis van de Dominicanen, die het hoofd weer aan de romp hadden genaaid, in Oxford bewaard. Op 2 januari 1315 verkreeg Eduard II van de paus absolutie voor zijn favoriet en hierop kon diens lichaam begraven worden in de priorij van de dominicanen in Kings Langley.
Toen Eduard II het nieuws hoorde over de dood van zijn favoriet bleef hij zich verzetten tegen de nieuwe ordinanties en hij zou nooit zijn neef Thomas van Lancaster vergeven voor zijn aandeel in de dood van Gaveston. De plek als favoriet werd vervolgens ingenomen door Hugh le Despenser de Jongere die eveneens door edelen geëxecuteerd zou worden.

## Seksualiteit

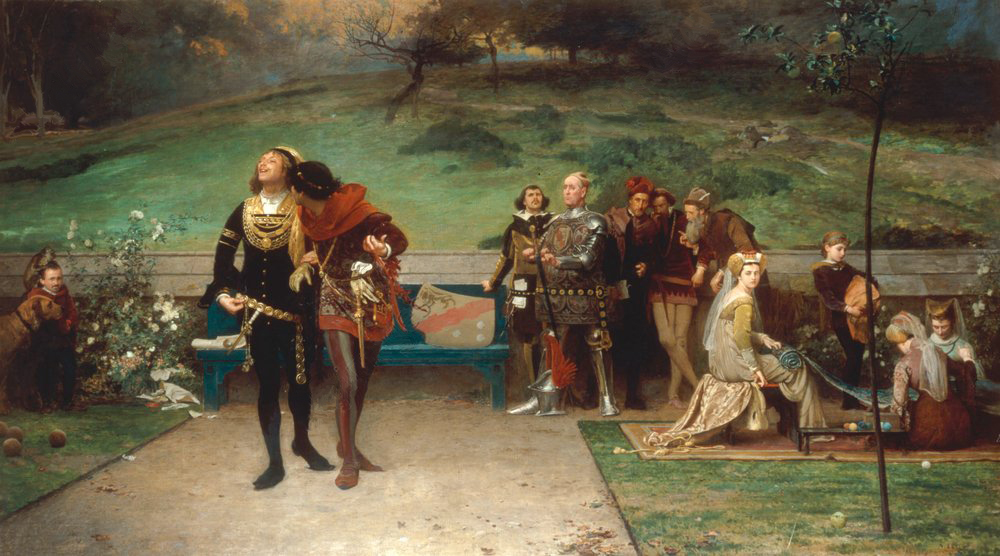
Eduard II met Piers Gaveston, geschilderd door Marcus Stone (1872).

Veel kroniekschrijvers schrijven in hun geschriften dat de koning Piers Gaveston behandelde als een broer en ook zo naar hem refereerde, als frater meus, in officiële documenten. Al als tieners hadden ze een pact (foedus) gesloten. Er is een kans dat er ook sprake was van een seksuele relatie tussen de twee, maar daarvan was nog niets bekend bij de verloving van Eduard met Isabella van Frankrijk. Contemporaine bronnen vermelden ook geen expliciet seksueel aspect maar noemen Gaveston het ydolum, de "afgod", van de koning of zien hem als een maleficus, een boze tovenaar die de vorst in zijn ban gebracht had. Aan de andere kant vergelijken ze Eduard met Rechabeam, de koning van Juda die zich afgaf met schandknapen. Een generatie na de dood van Gaveston, beginnen kronieken hem te omschrijven als de amasius, "minnaar", van de koning. Terwijl in het Victoriaanse Engeland de kwestie van de aard van hun relatie zoveel mogelijk vermeden wordt, is er sinds de jaren zeventig van de twintigste eeuw vooral veel belangstelling voor de zaak omdat men aanneemt dat die homoseksueel van aard was. John Boswell noemt Gaveston Eduards geliefde in zijn boek Christianity, Social Tolerance, and Homosexuality en hij schrijft dat Eduards vrouw en de baronnen van Engeland erg vijandig stonden tegenover de seksuele neigingen van Eduard, ondanks dat hij zijn koninklijke verplichtingen vervulde door vader te worden van vier kinderen.